# Blue Poles
Blue Poles est un tableau de l'artiste américain Jackson Pollock, réalisé en 1952.

## Description
Blue Poles est une œuvre abstraite produite avec des coulures.

## Historique
Jackson Pollock peint Blue Poles en 1952. L'œuvre est alors exposée à la galerie Sidney Janis à New York sous le simple titre Number 11. Elle reçoit son nom actuel en 1954, lors d'une exposition dans cette galerie en 1954.
En 1973, le gouvernement australien acquiert Blue Poles pour la galerie nationale d'Australie, à Canberra, pour 2 millions $. Le prix, un record à l'époque pour une œuvre américaine contemporaine, fait scandale, tout d'abord sur la valeur de l'œuvre, ensuite sur les aptitudes financières du parti travailliste alors au pouvoir, et finalement pour savoir si un l'art abstrait en général est un investissement valable.
Le tableau est devenu l'un des plus populaires de la galerie ; en 2003, il est estimé à plus de 40 millions de dollars australiens. En 1999, il est une pièce centrale de la rétrospective Pollock au Museum of Modern Art de New York.